# Frans Jeppsson Wall
Frans Jeppsson Wall (művésznevén: Frans, Ystad, 1998. december 19. – ) svéd énekes és zeneszerző, a Melodifestivalen győztese 2016-ban, így ő képviselte Svédországot a 2016-os Eurovíziós Dalfesztiválon, Stockholmban, az If I Were Sorry című dallal.

## Magánélete
Jeppsson Wall édesapja, Mark Nigériában született egy nigériai anyától és egy brit apától. Nyolc évesen Mark Londonba költözött. Jeppsson Wall édesanyja svéd, így gyerekkorától kezdve angolul és svédül is beszél. Élete nagyobbik részében Londonban lakott, és ott egy évig zenét tanult a a The Norwood Schoolban. Van egy öccse, Casper és egy ikertestvére, Filippa. 

## Pályafutása
Leginkább az Elias együttessel közösen készített futballhimnuszaival vált ismertté, köztük az egyik legnevesebb a 2006-os Who's da Man, amelyet Zlatan Ibrahimović svéd labdarúgónak szenteltek. A dal, melyben az Elias zenéjére Frans énekel, 13 hétig szerepelt a Sverigetopplistan, a hivatalos svéd kislemezlista élén.
2006 karácsonyán egy újabb kislemezt adott ki, Kul med Jul címen, amely a svéd kislemezlistán a 24. helyet érte el. Frans másik sporttal kapcsolatos dala a 2008-as Fotbollsfest volt, amely a svéd férfi labdarúgó-válogatott támogatására készült. A dal az első helyet érte el a svéd kislemezlistán.
Több éves zenei kihagyás után Frans visszatért a 2016-os Melodifestivalenben. Az If I Were Sorry című versenydalát először a 2016. február 27-én rendezett negyedik elődöntőben adta elő Gävleben. Dala az első helyen továbbjutott a március 12-i döntőbe, ahol a szavazáson 156 pontot sikerült összegyűjtenie (88-at a nemzetközi zsűriktől és 68-at a nézőktől kapott), mellyel összesítésben az első helyen végzett. Frans 17 évesen a második legfiatalabb Melodifestivalen győztes lett Carola Häggkvist után, aki 16 éves volt, amikor 1983-ban először győzött. Az Eurovíziós Dalfesztiválon házigazda országként automatikusan döntős volt Svédország, és itt a szavazáson az ötödik helyen végzett a dal.
A Spotify-nál a legnépszerűbb dalok között szerepelt Dániában, Franciaországban, az Egyesült Királyságban, Izlandon, Németországban, Norvégiában, Spanyolországban, Svájcban, Tajvanon, Törökországban és Uruguayban is. Magyarországon a Petőfi Rádió egészen 2021-ig a kínálatában tartotta a dalt.
A 2024-es Eurovíziós Dalfesztiválon ő hirdette ki a svéd szakmai zsűri pontjait.

## Diszkográfia

### Albumok
- 2006: Da Man
- 2020: Present

### Kislemezek
- 2006: Kul med Jul
- 2008: Fotbollsfest (az Elias-szal közösen)
- 2016: If I Were Sorry
- 2016: Young Like Us
- 2017: Liar
- 2019: One Floor Down
- 2019: Snakes
- 2019: Do It Like You Mean It (Yoel905-tel közösen)
- 2019: Amsterdam
- 2019: Ada
- 2020: On a Wave
- 2020: Monday
- 2020: Mm mm mm
- 2021: My Favourite Waste of Time
- 2024: Wasn't Meant to Be
- 2024: Don't Miss the Beat